# Pokrajina Reggio Calabria
Pokrajina Reggio Calabria (v italijanskem izvirniku Provincia di Reggio Calabria [provìnča di rèdžo kalàbria]), je bila ena od petih pokrajin, ki so sestavljale italijansko deželo Kalabrija. Na severu je mejila s pokrajinama Vibo Valentia in Catanzaro, na vzhodu z Jonskim morjem, na jugu in na zahodu s Tirenskim morjem, kjer jo 3,2 km širok Mesinski preliv loči od Sicilije.

## Večje občine
Glavno mesto je bilo Reggio Calabria, ostale večje občine so bile (podatki 31.03.2008):
| Občina             | Prebivalcev |
| ------------------ | ----------- |
| Reggio Calabria    | 185.585     |
| Palmi              | 19.438      |
| Gioia Tauro        | 18.135      |
| Siderno            | 16.734      |
| Tauria Nova        | 15.728      |
| Rosarno            | 15.649      |
| Villa San Giovanni | 13.428      |
| Locri              | 12.899      |

## Naravne zanimivosti
Če primerjamo Apeninski polotok s škornjem, zavzema pokrajina njegov skrajni konec ali 'stopalo'. Ker jo samo ozek pas morja loči od Sicilije, je razumljivo, da gre za isto potresno področje. Dejansko so vsi potresi, ki so prizadeli to ozemlje (1783, 1908, 2006) imeli epicenter v najožjem delu Mesinskega preliva, torej med mestoma Messina (na otoku) in Reggio Calabria (na celini). O potresu iz leta 1783 ni veliko podatkov. Pripisuje se mu jakost 11. stopnje Mercallijeve lestvice, umrlo je med 30 in 50 tisoč ljudi. Potres iz leta 1908 je bil zabeležen med 11. in 12. stopnjo Mercallijeve lestvice (7,1 Richterjeve lestvice) in je med drugim povzročil močan podvodni sunek, ki je hudo poškodoval kalabrijske in sicilske obale. Katastrofa je zahtevala med 120 in 130 tisoč žrtev. Potres iz leta 2006, čeprav jakosti 5,6 na Richterjevi lestvici, je bil manjšega pomena, saj je sprožil le manjši cunami, ki je v glavnem prizadel samo nekatere vasi na sicilski obali.
Zaščiteno območje v pokrajini je Narodni park Aspromonte (Parco nazionale dell'Aspromonte).

## Zgodovinske zanimivosti
Ena od zanimivosti pokrajine je narečje njenih prebivalcev, ki je ena od skupin sicilskega jezika. Po mnenju nekaterih jezikoslovcev se je ta govorica razvila v stoletjih latinsko-grške dvojezičnosti na tem ozemlju, saj se besedni zaklad, izrazito latinskega porekla, uporablja v stavčnih zvezah izključno grške slovnice. To pomeni, da je bil originalni pogovorni jezik v teh krajih grščina, ki je potem v teku stoletij postopoma sprejela latinsko besedišče.